# Anselmo Ciappi
Anselmo Ciappi (Camporotondo di Fiastrone, 29 gennaio 1868 – Roma, 31 dicembre 1936) è stato un ingegnere, politico e docente italiano.

## Biografia

### Origini, formazione e carriera accademica
Anselmo Ciappi nacque il 29 gennaio 1868 a Camporotondo di Fiastrone, in provincia di Macerata. Si laureò in Ingegneria civile all'età di vent'anni presso l'Università degli Studi di Roma "La Sapienza", sotto la direzione del noto matematico Luigi Cremona. Dopo la laurea, Ciappi fu nominato assistente alla cattedra di Costruzioni stradali e nel 1887 ottenne la libera docenza in Statica grafica. Nel 1899 fu insignito del titolo di Cavaliere della Corona d’Italia.

### Attività politica
Ciappi fu fortemente legato alla sua terra d'origine, dove partecipò attivamente ai circoli culturali marchigiani. Nel 1904, all'età di 36 anni, fu eletto deputato alla Camera nel collegio di San Severino Marche e mantenne il seggio per sei legislature consecutive. Durante la sua carriera politica, aderì alla corrente zanardelliana e fu nominato Sottosegretario di Stato in tre governi consecutivi: al Ministero dei Trasporti Marittimi e Ferroviari nel Governo Orlando (1919), al Ministero dei Lavori Pubblici nel primo Governo Nitti (1919-1920), e al Ministero della Guerra nel secondo Governo Nitti (1920).
Parallelamente alla sua carriera politica, Ciappi continuò la sua attività accademica. Nel 1907 vinse il concorso per la cattedra di Matematica generale presso la Facoltà Attuariale del Regio Istituto Superiore di Studi Commerciali, Coloniali ed Attuariali di Roma, dove ricoprì anche la carica di Rettore negli anni accademici 1907-1908 e 1911. Nel 1913 ottenne la cattedra di Statica grafica presso la Regia Scuola Politecnica di Napoli. Durante la Prima Guerra Mondiale, si arruolò volontario, ma al termine del conflitto tornò all'insegnamento a Roma, sostituendo il suo maestro Cesare Ceradini.

### Pubblicazioni
Anselmo Ciappi è autore di numerose opere scientifiche, tra cui:
- Calcolo integrale, Roma, s.d.
- Corso di fotoelettrica, Roma, 1916.
- Corso di statica grafica, 3 voll., Roma, 1930.
- Corso di scienza delle costruzioni, 4 voll., Roma, 1931.
- Elementi della teoria matematica dell’elasticità e teoria della resistenza dei materiali, Roma, 1936.